# Эльфинстон, Маунтстюарт
Маунтстюарт Э́льфинстон (6 октября 1779 — 20 ноября 1859) — шотландский государственный чиновник и историк, взаимодействовавший с правительством Британской Индии. Позднее стал губернатором Бомбея, в связи с этой должностью ему приписывают основание нескольких учебных заведений, доступных для индийского населения. Помимо того, что Эльфинстон был известным администратором, он написал несколько книг по Индии и Афганистану.

## Ранние годы
Родился в Дамбартоне, Дамбартоншир, в 1779 году и получил образование в Королевской школе в Эдинбурге. Он был четвёртым сыном 11-го барона Эльфинстона согласно книге пэров Шотландии. Получив назначение в гражданскую службу Британской Ост-Индской компании, директором которой был один из его дядьёв, он прибыл в начале 1796 года в Калькутту, где он занимал несколько низших должностей. В 1801 году он избежал резни в Бенаресе, устроенной последователями свергнутого Ваджида Али-шаха. Позднее в том же году он был переведён в Дипломатическую службу, где был назначен помощником британского резидента при дворе пешвы (главного министра) Баджи Рао II.

## Посол
При дворе пешвы он получил первую возможность отличиться, присоединившись в качестве дипломата к миссии сэра Артура Уэлсли к маратхам. Когда после провала переговоров вспыхнула Вторая англо-маратхская война, Эльфинстон, хотя и был гражданским лицом, действовал фактически как адъютант при Уэлсли. В сражении при Асаи, и в целом на протяжении всей кампании, Маунтстюарт проявил редкое мужество и знание тактики, и Уэлсли в итоге сказал ему, что он должен стать солдатом. В 1804 году, когда война окончилась, Эльфинстон был назначен британским резидентом в Нагпуре. Это дало ему много свободного времени, которое он тратил на чтение и исследования. Позднее, в 1807 году, он небольшой период времени провёл в Гвалиоре.
В 1808 году он был назначен первым британским послом при кабульском дворе с целью обеспечить дружественный союз с империей Дуррани против запланированного Наполеоном наступления на Индию. Однако это принесло мало пользы, потому что афганский Шах Шуджа был свергнут с престола своим братом прежде, чем союз был ратифицирован. Наиболее ценным результатом посольства Эльфинстона стал его труд под названием «Account of the Kingdom of Cabul and its Dependencies in Persia and India» (1815).
Проведя около года в Калькутте, где он составлял отчёт о своей миссии, Эльфинстон был назначен в 1811 году на важную и сложную должность резидента в Пуне. Затруднения были связаны с общей сложностью маратхской политики и особенно со слабостью пешв. Непрочный мир с пешвами был нарушен в 1817 году, когда маратхи объявили войну англичанам (Третью англо-маратхскую). Эльфинстон принял на себя командование войсками во время важного перелома в сражении при Кхадки и сумел одержать победу, несмотря на то, что не был военным. В качестве репараций британцы присоединили к своим владениям территории пешвов. Эльфинстон стал комиссаром Декана в 1818 году.

## Губернатор

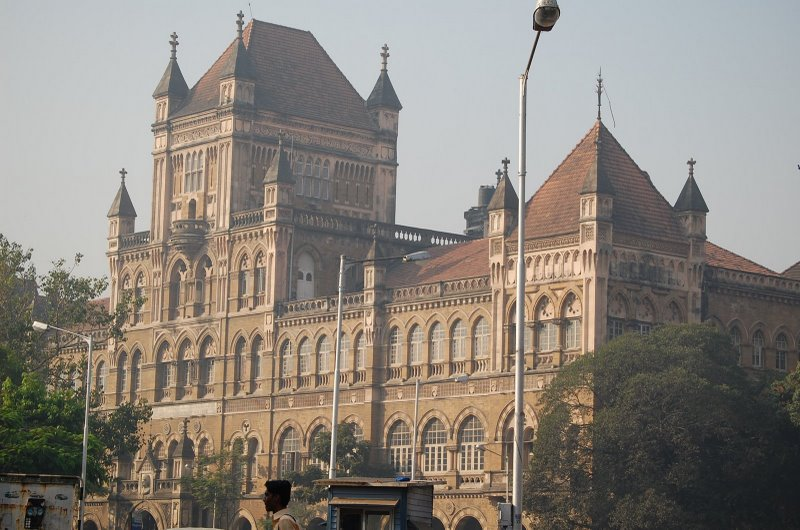
Эльфинстон-колледж, Мумбаи

В следующем, 1819 году Эльфинстон был назначен лейтенант-губернатором Бомбея, эту должность он занимал вплоть до 1827 года. За время своего пребывания в должности он оказал значительное содействие развитию образования в Индии, в то время как общественное мнение в самой Британии было против образования «туземцев». Он может справедливо считаться основателем системы государственного образования в Индии. Одним из его основных достижений было составление «Кодекса Эльфинстона» (1827). Он также возвратил значительную часть земель, которые были присвоены британцами, радже Сатары.
Он построил в течение этого времени первое бунгало в Малабар-хилл, и, следуя его примеру, многие известные люди селились здесь.
Его связь с Бомбейским президентством отмечена созданием Эльфинстон-колледжа на средства местных жителей и возведением мраморной статуи европейскими поселенцами.

## Возвращение в Англию
Вернувшись в Англию в 1829 году, после двух лет путешествий, Эльфинстон продолжил заниматься общественной деятельностью. Он дважды отказался от поста генерал-губернатора Индии, так как предпочёл закончить свою двухтомную «Историю Индии» (1841). Она включает в себя индусский и мусульманский периоды.
Осенью 1841 года после смерти брата — адмирала Флиминга Эльфинстон взял на себя заботу о его семье. Он сопровождал супругу и дочь покойного — Клементину Мод в Рим. По предположению историков искусства целью путешествия было получение девушкой образования. По меркам Великобритании семья была ограничена в своих финансовых возможностях. В Италии репетиторов можно было нанять значительно дешевле. Эльфинстон представил своих подопечных светскому обществу Рима, а также художникам и интеллектуалам, проживавшим в городе. Впоследствии Клементина стала одним из наиболее крупных фотографов Викторианской эпохи и продолжала поддерживать с дядей тесные отношения.
Эльфинстон умер в Суррее, Англия, 20 ноября 1859 года.

## Труды
- Elphinstone, Mountstuart. The History of India (англ.). at ibiblio.org (Volumes I and II in HTML form, complete, chapter-by-chapter, with all footnotes and index)
- Elphinstone, Mountstuart. The History of India (Vol. 1) (англ.). — London : J. Murray, 1843 (First 1841).
- Elphinstone, Mountstuart. The History of India (Vol. 2) (англ.). — London : J. Murray, 1841.